# I. Albert német király
Habsburg Albert (németül: Albrecht I.; Rheinfelden, 1255. július – Königsfelden, 1308. május 1.), a Habsburg-házból származó, I. Rudolf német király és Hohenburg Gertrúd másodszülött fiaként született ausztriai herceg, aki 1282-től az Osztrák Hercegség hercege, majd 1298-tól a Német Királyság királya I. Albert néven.

## Élete

### Ifjúkora
I. Rudolf német király és Hohenbergi Gertrúd fiaként született 1255-ben. Az ifjú Habsburg örökös megkapta apjától az osztrák herceg és a Stájerország hercege címeket, bátyjával, II. Rudolffal együtt 1282-ben. 1283-ban egyedülálló kormányzatot kapott apjától és így szembetűnő sikereket ért el.
Ám Rudolf nem tudta biztosítani a német királyi trónt fia számára, így 1291-es halálakor a választófejedelmek félve Albert kiteljesedő hatalmától Nassau-Weilburgi Adolfot választották meg királynak. A sváb alattvalók lázadása arra kényszerítette Albertet, hogy elismerje riválisának korlátlan hatalmát, és megelégedjen a Habsburg-területek kormányzásával.

### Megválasztása
A kezdeti kudarcok ellenére nem adta fel a királyi trón megszerzésének reményét, és elérte, hogy az Adolffal elégedetlen választófejedelmek 1298 júniusában őt válasszák meg. Adolf és Albert seregei a gölheimi csatában találkoztak Worms közelében, ahol maga Adolf is elesett. Győzelme után lemondott a királyi címről, és hatalmának megerősítése érdekében újra megválasztatta magát Frankfurtban 1298. július 27-én. Augusztus 24-én Aachenben koronáztatta meg magát. Még ugyanez év novemberében a nürnbergi birodalmi gyűlésen hercegségeit fiainak adományozta. Őket a történetírók ettől fogra gyakorta „az osztrák hercegek” összefoglaló néven említik.

### Holland grófsága
Megválasztása után gyorsan elhidegült kapcsolata a fejedelmekkel. Amikor Holland grófi háza 1299-ben kihalt, és Albert elindult a megürült birodalmi hűbér elfoglalására, semmilyen támogatást nem kapott tőlük, így kísérlete kudarcot vallott.

### Viszonya Franciaországgal
Albert mindig kereste az alkalmat hogy fontos szerepet tölthessen be az európai politikában. Eleinte látszólag közvetítő szerepet töltött be Franciaország és Burgundia vitájában, de VIII. Bonifác pápa nem engedélyezze az eljárásmód megváltoztatását.
1300-ban a Fülöp iránti békülékeny politikája miatt a vele elégedetlen rajnai választók szövetséget kötöttek megbuktatására. A hamarosan kirobbanó háborúban (1301–1302) Albert a rajnai vámok eltörlésével maga mellé tudta állítani a városokat, így győzelmet aratott.

### A pápaság kérdése
Édesapjához hasonlóan tárgyalásokat folytatott az őt korábban még elismerni sem hajlandó VIII. Bonifáccal, aki 1302-ben az "Unam sanctam" kezdetű bullájában még a néhai VII. Gergelynél is keményebb megfogalmazását adta a Szentszék világi törekvéseinek. Albert 1303-ban megbízottai révén letette előtte a hűbéresküt, ám a pápa még ebben az évben meghalt, és ez keresztülhúzta számításait.

### Magyarország, Csehország, Lengyelország
Pedig az Árpád-ház 1301-es kihalását követően éppen Bonifác kérésére pártolta a nápolyi Károly Róbert magyar trónigényét. Ezzel összefüggésben ugyanakkor sógora, II. Vencel cseh király magyarországi politikáját nem támogathatta, holott korábban annak Lengyelország felé irányuló terjeszkedését nem gátolta meg. A megszerzendő lengyel területet 1300-ban még hűbérként is neki adományozta.
1306-ban Vencel fiának, III. Vencelnek halálával kihalt a Přemysl-ház. Albert ekkor bevonult Csehországba, és sikerült elérnie, hogy elsőszülött fiát, Rudolfot emeljék a trónra, aki a következő évben már meg is halt.

### Belső háború
Albert megújította az igényt amit még elődje, Adolf, támasztott Türingia és Meißen irányába – utóbbit 1300-ban megüresedett hűbérré nyilvánította. 1307-ben azonban vereséget szenvedett I. Frigyes őrgróftól Luckánál.
Mivel Vencel a cseh mellett a magyar trónt is birtokolta, Albert arra is igényt tartott jogos örökségként.

### Halála
Rudolf halála után hatalma meggyengült Kelet-Európában. A Rajnai Palotagrófság feletti befolyásra tett kísérletei során szembe került a helyi püspökkel és a rajnai palotagróffal. A városok őt támogatták, így sikerült felőrölnie ellenfelei ellenállását.
Végül családi birtokaira vonult vissza, hogy csapatokat szerezzen a Rudolf halála miatt tervezett cseh hadjáratra. Útközben unokaöccse, az osztrák–stájer hercegségekről a rheinfeldeni szerződésben lemondott II. Rudolf fia, a magát kisemmizve érző János sváb herceg (1290-1313) 1308. május 1-én a svájci Windischben meggyilkolta. Jánost ezután „Parracida” (rokongyilkos) melléknéven emlegették. A gyilkost és bűntársait VII. Henrik császár 1309-ben birodalmi átok alá vetette.

## Értékelése

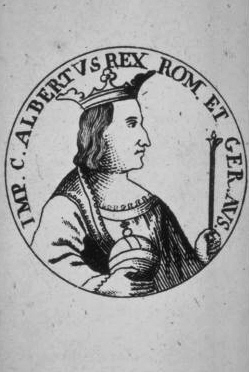
I. Albert

Bár kemény és erőskezű uralkodó volt, az igazságot mindig szem előtt tartotta, ha az nem ütközött a saját céljaival. Bátorította a városokat a tartományurak elleni lázadás tervének megvalósításában, hogy aztán dekrétumokban kötelezze le az urakat. A jobbágyok pártfogóra találtak ebben az egyszerű és igazságos uralkodóban, aki még a megvetett és üldözött zsidókat is megvédte. Azonban a svájci kantonokban mégis kegyetlen elnyomóként vált ismertté, ahol a 16. században legendák születtek a zsarnok kegyetlenségéről.

## Gyermekei
Albert 1274. december 20-án vette feleségül Görzi Erzsébetet (1263 – 1313. október 28.), II. Menyhért karintiai herceg leányát Bécsben, aki a korai Babenberg őrgrófok leszármazottja volt, de a hercegeké nem. Egyik fiukat Ausztria védőszentje után Lipótnak keresztelték. Az igazat megvallva Erzsébetet több szál fűzte a császári trónhoz mint Albertet. Ugyanis az asszony leszármazottja volt, IV. Henrik német-római császárnak és unokahúga Bajorország grófjának, Ausztria legfontosabb szomszédjának.
- Erzsébet hét fiút szült férjének, többek között Rudolfot, Frigyest, Ottót és Albertet is, valamint öt leányt:

1. Anna[4] (1280 k., Bécs – 1327. március 19., Wrocław), megházasodott: 1) Grazban kb. 1295-ben Hermann brandenburgi őrgróffal; 2) Wrocławban 1310-ben VI. Henrik boroszlói herceggel.
2. Ágnes[4] (1281. május 18. – 1364. június 10., Königsfelden), Bécsben házasodott össze III. András magyar királlyal 1296. február 13-án.
3. III. Rudolf[4] cseh király (kb. 1282 – 1307. július 4., Horažďovice). Megházasodott de gyermek nélkül halt meg.
4. Erzsébet[4] (1285 k. – 1353. május 19.), 1304-ben ment hozzá IV. Frigyes lotaringiai herceghez.
5. III. Frigyes,[4] német király (1289 – 1330. január 13., Gutenstein), felesége Izabella aragón infánsnő, 3 gyermek
6. I. Lipót[4] (1290. augusztus 4. – 1326. február 28., Strassburg). Megházasodott, de gyermek nélkül halt meg.
7. Katalin[4] (1295 októbere – 1323. január 18., Nápoly), 1316-ban ment hozzá Károly calabriai herceghez.
8. II. Albert[4] (1298. december 12., Bécs – 1358. július 20., Bécs).
9. Henrik[4] (1299 – 1327. február 3., Bruck an der Mur). Megházasodott de gyermek nélkül halt meg.
10. Meinhard,[4] fiatalon halt meg 1300-ban.
11. Ottó[4] (1301. július 23., Bécs – 1339. február 26., Bécs). Megházasodott, de gyermek nélkül halt meg.
12. Jutta (1302 – 1329 márciusa), Badenben ment hozzá VI. Lajos öttingeni herceghez 1319. március 26-án.

Ezenkívül a német wikipédia megfelelő oldala szerint (Albrecht I.) 9 másik gyermek azonnal meghalt a születés után. Tulln an der Donauban temették el őket.

## Emlékezete
Carrarai márványból faragott életnagyságú szobrát felállították a Hadvezérek csarnokában, a bécsi Hadtörténeti Múzeumban.